# Лічильник електричної енергії

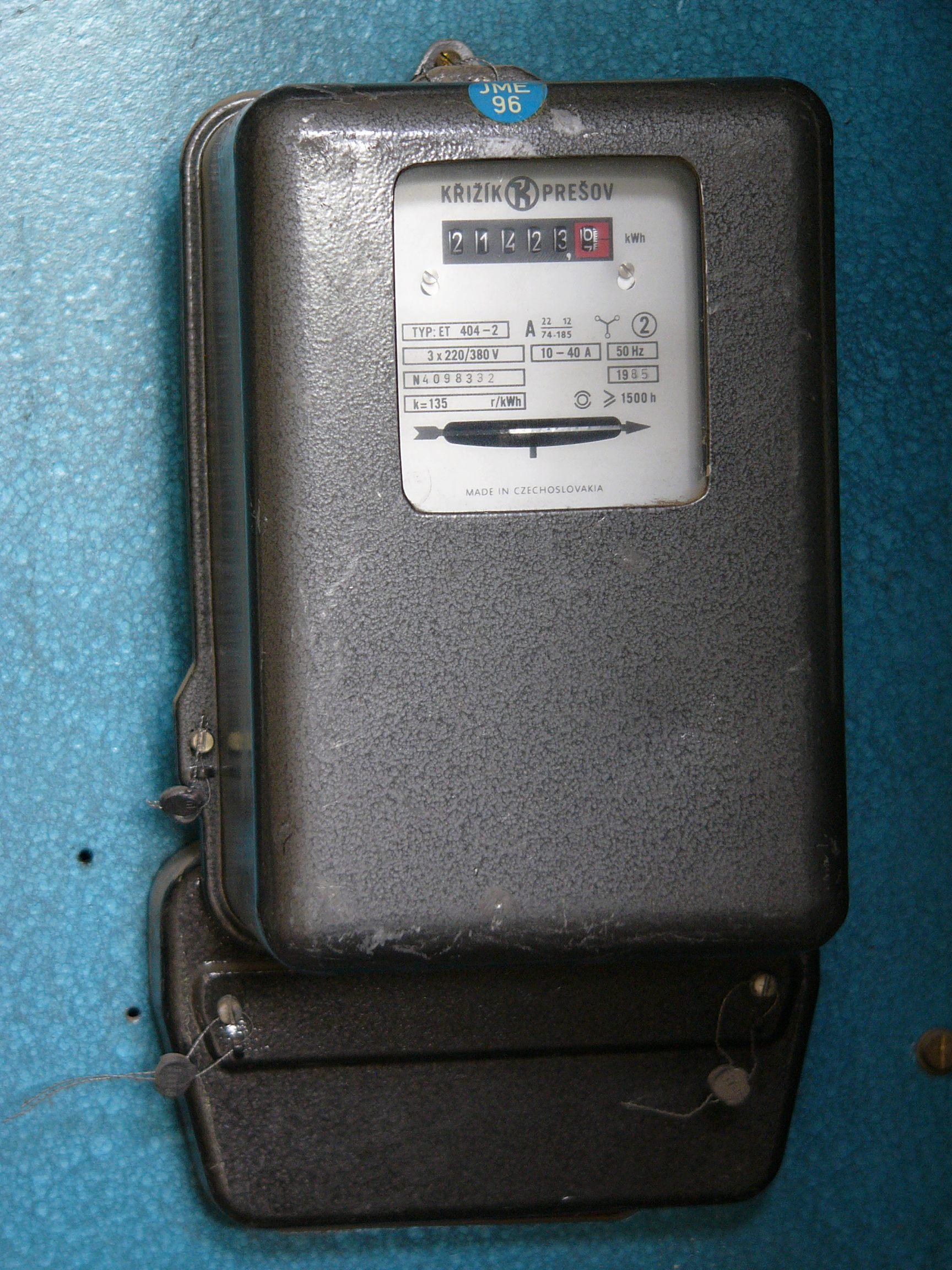
Типовий індукційний лічильник

Лічи́льник електри́чної ене́ргії (лічильник електроенергії, електричний лічильник, електролічильник) — електричний контрольний прилад, засіб обліку спожитої електричної енергії змінного або постійного струму.

## Історія створення електричних лічильників

### Лічильник годин роботи ламп
На завершальному етапі другої промислової революції, з винаходом динамо-машини (Аньош Єдлик 1861 року, Вернер фон Сіменс 1867 року), з'явилася можливість виробляти електроенергію у великих кількостях. Першим прикладом масового застосування електрики, стало освітлення. Коли цей новий продукт — електроенергію — почали продавати, виникла потреба визначити ціну. Проте було незрозуміло, в яких одиницях слід вести облік і які принципи вимірювання були б найзручнішими.

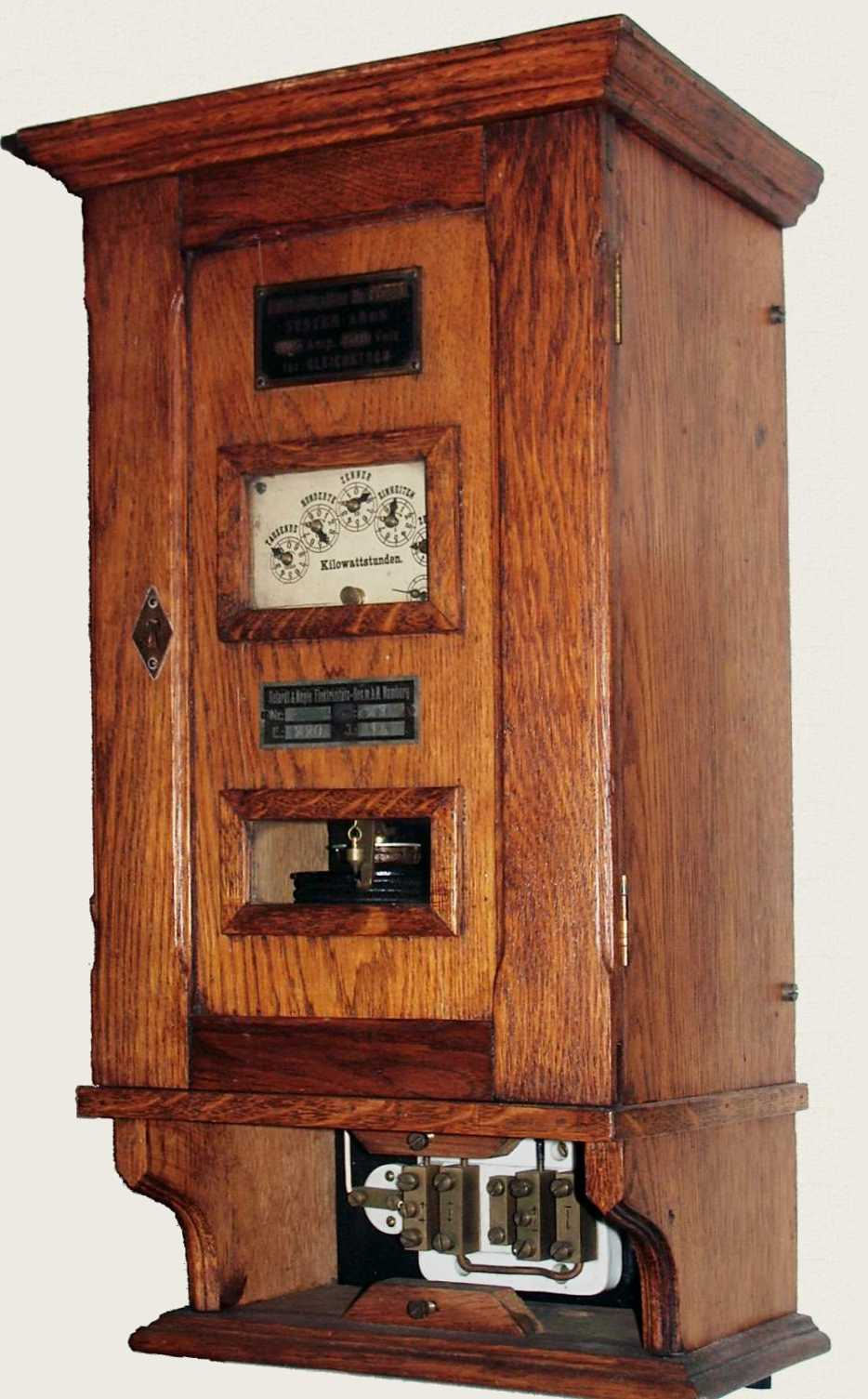
Перші електролічильники

Першим електролічильником став лічильник годин роботи лампи Самюеля Гардінера (США), запатентований 1872 року. Він вимірював час, протягом якого електроенергія подавалася в точку надходження, а усі лампи, увімкнені до цього лічильника, керувалися одним вимикачем. З появою електричної лампочки Едісона стало застосовуватися розгалуження кіл освітлення, і такий лічильник вийшов з ужитку.

### Самописці споживання електрики

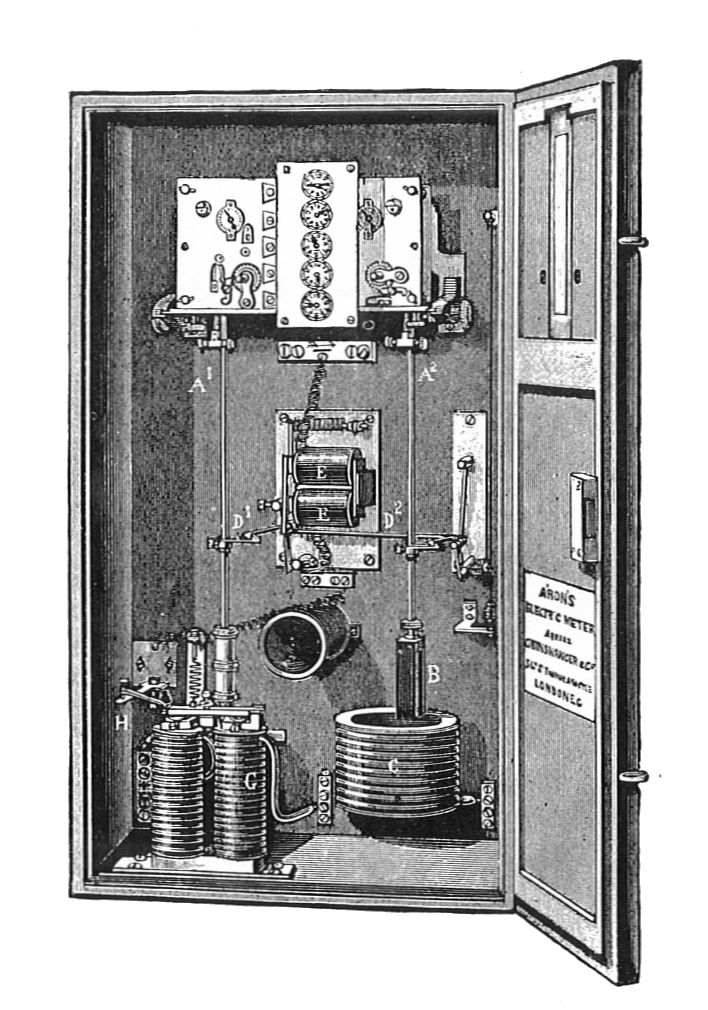
Електролічильник доктора Арона

Перший електролічильник. Розроблений Отто Bláthy

Перший точний, самописець споживання електроенергії розробив та запатентував 1883 року доктор Герман Арон. Компанія General Electric представила перший зразок на комерційній основі у Великій Британії 1888 року.

### Основа для створення індукційних лічильників
1885 року італієць Галілео Ферраріс (1847—1897) зробив важливе відкриття, що два поля змінного струму, які не збігаються за фазою, можуть змусити обертатися суцільний ротор, як-от диск, або циліндр. 1888 року, незалежно від нього, американець хорватського походження Нікола Тесла (1857—1943) теж виявив явище обертання електричного поля.
Ці відкриття стали основою для створення індукційних двигунів і відкрили шлях індукційним лічильникам.

### Електричний лічильник для змінних струмів
1889 року угорець Отто Тітус Блаті (1860—1939), працюючи на завод «Ганц» (Ganz) в м. Будапешт, Угорщина, запатентував власний «Електричний лічильник для змінних струмів» (патент Німеччини № 52.793, патент США № 423.210).
Як ідеться у патенті, "Цей лічильник, по суті, складається з металевого обертового тіла, як-от диск або циліндр, на який діють два магнітних поля, зміщені по фазі один відносно одного. Цей зсув фаз є наслідком того, що одне поле створюється головним струмом, тоді як інше поле, утворюється завдяки котушці з великою самоіндукцією, яка шунтує ті точки електричного кола, між якими вимірюється споживана енергія. Однак магнітні поля не перетинаються в тілі обертання, як в добре відомому механізмі Ферраріса, а проходять крізь різні його частини, незалежно одне від одного ".
З таким пристроєм Блаті вдалося досягти внутрішнього зміщення фаз майже рівно на 90 °, тому лічильник відображав ват-години більш -менш точно. У лічильнику використовувався гальмівний електромагніт для забезпечення широких меж вимірювань, а також був передбачений циклометричний регістр. Того ж року, компанія «Ganz» розпочала виробництво. Перші лічильники кріпилися на дерев'яній основі, роблячи 240 обертів на хвилину, і важили 23 кг. До 1914 року вага знизилася до 2,6 кг.
1894 року Олівер Блекбурн Шелленбергер (1860—1898) розробив лічильник ват-годин індукційного типу для компанії «Вестінгхаус». У ньому котушки струму і напруги розташовувалися на протилежних боках диску, і два постійних магніти сповільнювали рух цього диску. Цей лічильник також був великим і важким, вагою в 41 фунт. У нього був барабанний рахунковий механізм.

### Удосконалення
У наступні роки було досягнуто багато удосконалень:
- зменшення ваги і розмірів,
- розширення діапазону навантаження,
- компенсація зміни коефіцієнту навантаження, напруги і температури,
- усунення тертя шляхом заміни підп'ятників на кульковальниці, а потім на подвійні камені і магнітні вальниці,
- а також продовження терміну стабільної роботи за рахунок поліпшення якісних характеристик гальмівних електромагнітів і видалення масла з опори і рахункового механізму.

Ближче до рубежу сторіч було розроблено трифазні індукційні лічильники, які використовують дві або три системи вимірювання, установлені на одному, двох або трьох дисках.

### Електронні лічильники
З розвитком технологій і зниженням цін на напівпровідникові прилади, стало можливим створення електронного лічильника, що працював з використанням вимірювальних трансформаторів або шунтів. Спочатку такі прилади застосовували той же лічильний механізм що й індукційні лічильники, але з часом з'явилась можливість виготовляти їх з рідкокристалічним дисплеєм.

Такі прилади могли мати вищу точність, були краще захищені від крадіжок електроенергії, дозволяли вести багатотарифний облік електроенергії а також мали менше обмежень до використання (більші розбіги робочих температур та відсутність обмеження до кута нахилу лічильника). З часом у цих приладах з'явилась можливість віддаленого передавання показів. Загалом це привело до поступового зменшення частки індукційних лічильників у комерційному секторі.

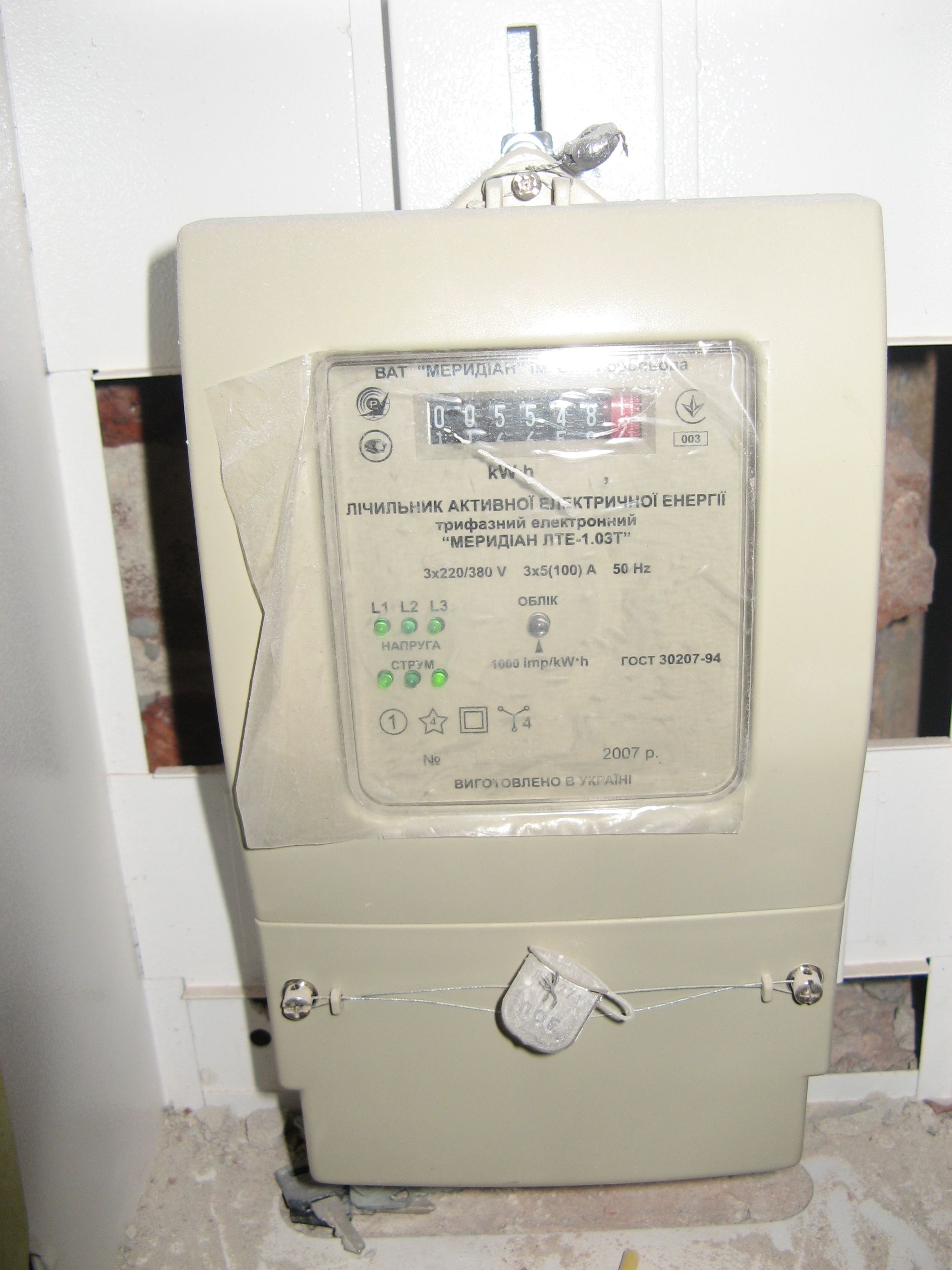
Типовий електронний лічильник. У цьому випадку — Меридіан, Київ

## Одиниця вимірювання
Загальноприйнятою одиницею вимірювання електроенергії є кіловат-година, яка дорівнює сумі енергії, що використовується за навантаження в один кіловат протягом одної години, або 3600000 Дж.

## Види

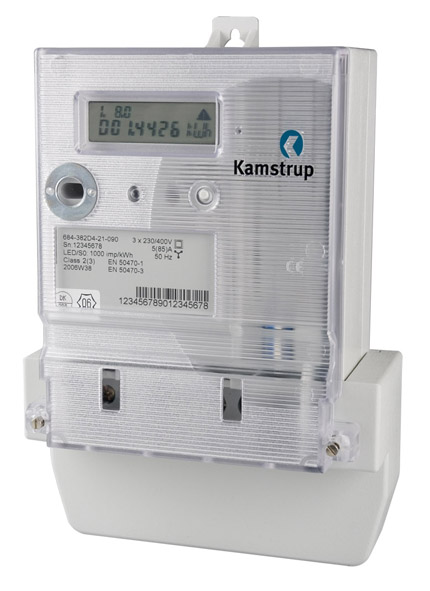
Сучасні електролічильники

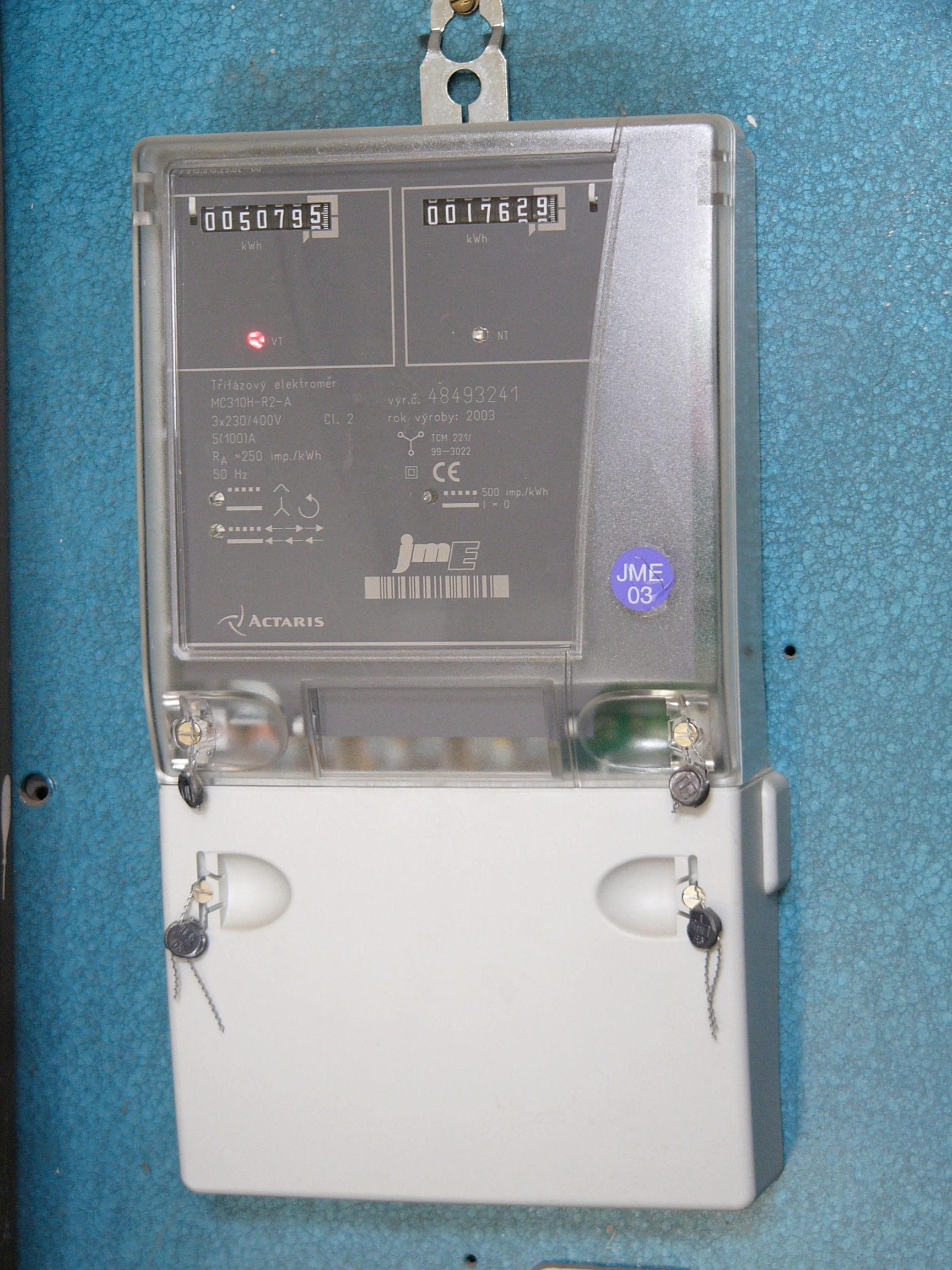
Сучасний двотарифний лічильник

Лічильники поділяються на категорії:
За способом роботи вимірювального пристрою: механічні (індукційні), електромеханічні (електронний обчислювальний механізм і механічне табло), та електронні (лічильники з рідкокристалічним дисплеєм).
За кількістю фаз: однофазні та трифазні лічильники.
Однофазні лічильники застосовуються для обліку електроенергії у споживачів, живлення яких здійснюється однофазним струмом (переважно, побутових).
Для обліку електроенергії трифазного струму застосовуються трифазні лічильники (переважно на підприємствах).
За родом вимірюваної енергії: ті що вимірюють лише активну енергію, а також ті котрі вимірюють активну й реактивну енергію.

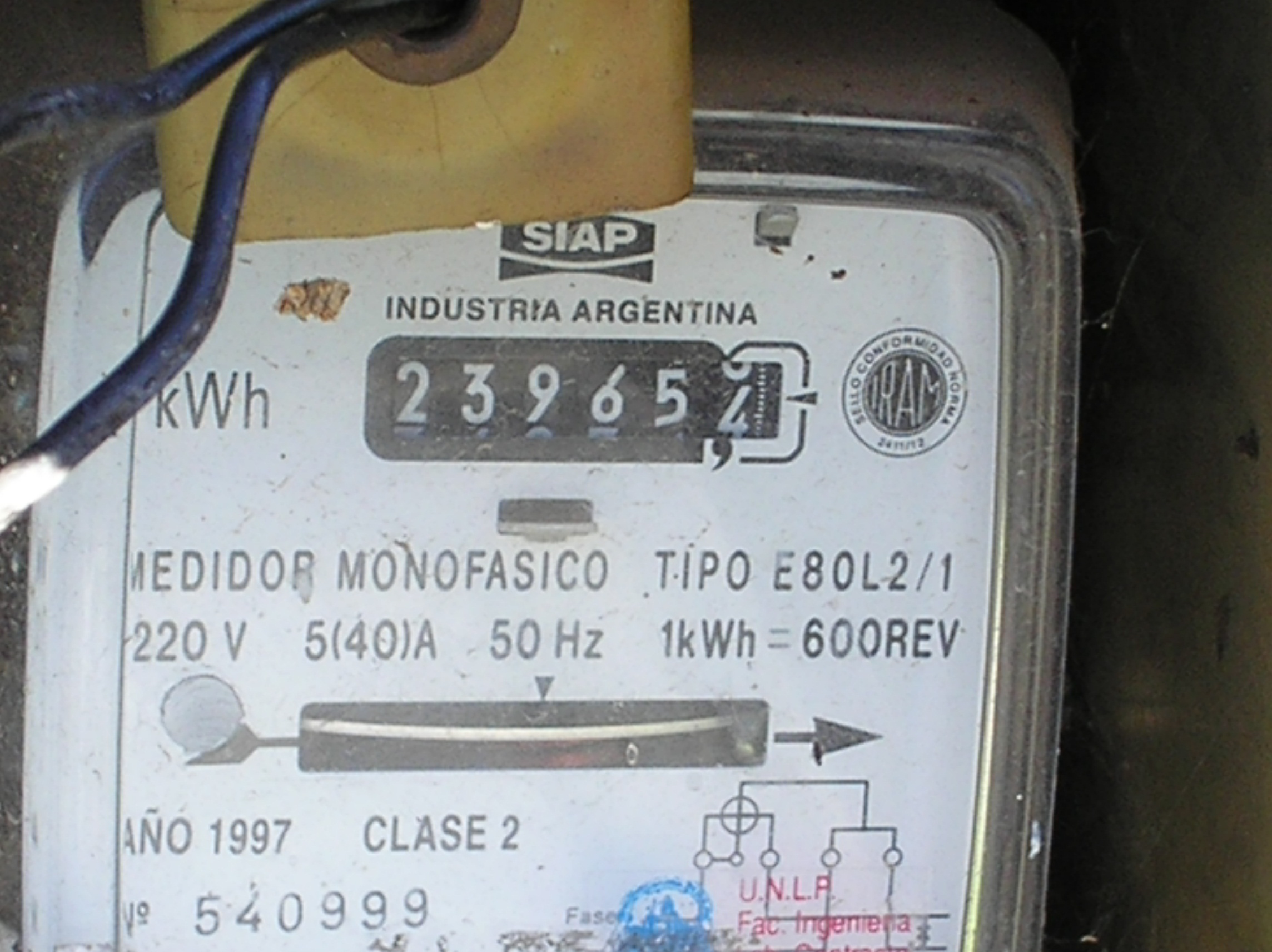
Циферблат типового механічного лічильника

Трифазні лічильники також класифікуються за схемою приєднання: чотирипровідні — три фазних дроти і нуль, а також трипровідні — лише три фазних дроти (ця технологія застаріла і виходить з вжитку в розвинених країнах). 
За вимірювальним пристроєм: індукційний механізм, використання внутрішніх вимірювальних трансформаторів або використання вимірювальних шунтів.
За способом приєднання до мережі: лічильники прямого увімкнення — ті що беруть струм і напругу напряму з мережі, лічильники комбінованого увімкнення — ті що беруть напругу з мережі, а струм з вимірювальних трансформаторів, а також лічильники трансформаторного вмикання  — вони беруть струм і напругу з окремих трансформаторів.
За номінальною напругою: залежно від призначення, зазвичай від 57,7 В для лічильників трансформаторного приєднання, до 240 В для лічильників прямого увімкнення. 
За максимальним струмом: від 5 А для лічильників трансформаторного приєднання, до 160 А для лічильників прямого увімкнення.
За можливістю передавати покази та вести багатотарифний облік: звичайні лічильники та розумні лічильники.
За класом точності обліку електроенергії:  лічильники активної енергії можуть мати класи точності 0,2s; 0,2; 0,5s; 0,5; 1,0; 2,0 , а лічильники реактивної енергії — на класи 1; 1,5; 2,0 і 3,0. Клас точності лічильника визначає допустиму відносну похибку лічильника у відсотках за нормальних умов роботи. 

## Електролічильники спеціального призначення
Лічильники активної та реактивної енергії, забезпечені додатковими пристроями, відносяться до лічильників спеціального призначення.
Двох тарифні і багато тарифні лічильники — застосовуються для обліку електроенергії, тариф на яку змінюється залежно від часу доби.
Лічильники з попередньою оплатою — застосовуються для обліку електроенергії побутових споживачів, що живуть, здебільшого, у віддалених і важкодоступних населених пунктах.
Лічильники з фіксацією максимального навантаження — застосовуються для розрахунків зі споживачами за двох-ставковим тарифом (за спожиту електроенергію і максимальне навантаження).
Зразкові лічильники — (еталони) прилади обліку електричної електроенергії, за допомогою яких здійснюється повірка лічильників загального призначення. Лічильники з вбудованим захисним реле — можуть вимикати споживача в аварійний ситуації (надвисока напруга або коротке замикання) або за несплату чи перевищення споживання встановленої потужності. За можливістю вести облік електроенергії в обох напрямках окремо — використовується як для обліку електроенергії між двома об'єктами кожен з яких може як генерувати так і споживати енергію, наприклад між двома областями, між двома країнами, на межі звичайних електростанцій або "зелених" джерел енергії приєднаних до загальної мережі.

## Конструкція та принцип дії індукційних електролічильників
Спосіб дії індукційних приладів обліку, полягає у взаємодії магнітного поля напругової та струмової котушок, з вихровими струмами, що наводяться цими полями в алюмінієвому диску.

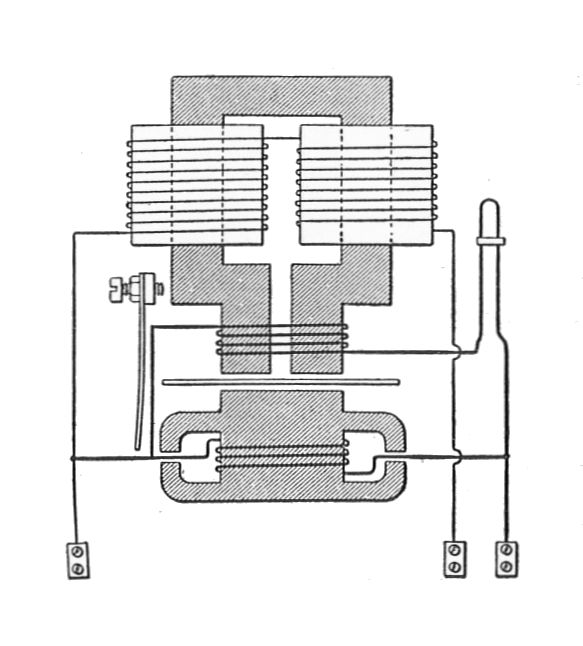
Thomson electricity meter. Виводи струмових і напругових кіл електролічильника

Вісь приладу з'єднана з лічильним пристроєм, який вимірює кількість обертань диска. Частота обертання диску пропорційна потужності навантаження, а кількість обертів пропорційна кількості електричної енергії, що проходить крізь прилад. Передавальне число лічильного механізму підібрано так, що покази лічильника відповідають кількості використаної електроенергії, вираженій у кВт • год. Цифра, що показує десяті частини кВт • год, узята в кольорову рамку або відокремлена комою. 
Корпус лічильника складається з пластмасового цоколя, до якого стяжними гвинтами прикріплений пластмасовий кожух. На лицьовій частині кожуха розміщується проріз, закритий непроникно закріпленим оглядовим склом. Кожух електролічильника встановлюється на цоколь напрямними відмітинами у вигляді прямокутних штампованих опуклостей догори.
Рухома частина лічильника являє собою алюмінієвий диск, ливарно закріплений на дюралевій осі. Обертання рухомої частини відбувається у напрямку від деталі, розташованої ліворуч, у напрямку праворуч. Рух диска передається на відліковий пристрій рахункового механізму через передавальну шестерню.
Паралельне коло складається з П-подібної серцевини і Т-подібної перемички, на яку одягнена котушка напруги. З'єднання котушки напруги з мережею виконується крізь шунтову перетинку.
Послідовне коло (котушка струму) складається з П-подібної серцевини і котушки. На паспортній таблиці (щитку) нанесено у графічній формі всі потрібні дані про цей тип електролічильника. Паспортна табличка кріпиться двома гвинтами з шайбами до шасі розрахункового механізму.
На диску нанесено стробоскопічні знаки і колірна пляма для відліку частоти обертання диска. Рахунковий механізм складається з відлікового пристрою роликового типу з 5-7 барабанчиками, всі крім першого з яких — переривчастої дії.
Передавання руху від шестерні до цифрових барабанів, здійснюється через черв'ячну передачу і шестерні.  Трибки керують переміщенням роликових барабанів, виводячи цифрові значення у вікнах щитка (паспортної таблички) на повний розмір. Планки, розташовано по обидва боки обойми, утримують осі, на яких містяться ролики цифрових барабанів і трибки.

## Системи дистанційного зчитування
Чинними в Україні Правилами користування електричної енергії визначено, що:
Автоматизована система комерційного обліку електричної енергії (АСКОЕ) — сукупність об'єднаних в єдину функціональну метрологічно оцінену систему локального устаткування збирання й обробки даних засобів (засобу) обліку, каналів передавання інформації та пристроїв приймання, обробки, відображення та реєстрації інформації;
Локальне устаткування збору та обробки даних (ЛУЗОД) — улаштована задля розрахунків за спожиту електричну енергію, сукупність засобів обліку (або один засіб обліку), які забезпечують вимірювання, збір, накопичення, оброблення результатів вимірювань за відповідними проміжками часу (створення первинної вимірювальної інформації) про обсяги і показники потоків електричної енергії та значення споживаної потужності на окремій ділянці вимірювання, та мають інтерфейс передавання даних для роботи у складі автоматизованої системи комерційного обліку електричної енергії.

## Захист лічильника від крадіжок електроенергії
Сучасні моделі індукційних електролічильників мають попереджувальні пристрої у вигляді стопорів зворотного ходу диска і реверсивні рахункові механізми.
Облаштування рахункового механізму індукційного лічильника реверсивним пристроєм, забезпечує повний облік витрати електроенергії, незалежно від напряму обертання диска. Стопор зворотного ходу унеможливлює обертання диску у зворотний бік.
Відповідно до чинних в Україні Правил користування електричною енергією, прилад обліку електроенергії повинен мати пломбу з відбитком повірочного тавра органів Національної метрологічної служби або логотипу енергопостачальника. Також використовуються одноразові пломби з унікальним номером, спеціальний пломбувальний трос, пломби-наклейки а також антимагнітні пломби.
Сучасні електронні лічильники можуть бути оснащені датчиками магнітного та електромагнітного полів а також давачем відкриття корпусу. Лічильники з шунтовим вимірювальним елементом не сприйнятливі до впливу магнітного поля.

## Крадіжка електроенергії
Крадіжка електроенергії є одним з серйозних чинників дестабілізації внутрішнього енергоринку. Існують три принципово різних групи способів розкрадань електроенергії: безоблікове споживання, зміна схеми вмикання, вплив на лічильник. Також можливі поєднання цих трьох способів.

### Безоблікове споживання електроенергії
До безоблікового споживання відносять всі способи коли споживання ведеться повз лічильник. Найрозповсюдженішим в Україні способом розкрадань електроенергії, є так звані «Накиди» на виконану голим проводом повітряну лінію. Також до цього способу відносять шунтування струмових кіл лічильника (встановлення так званих «закороток»;«перемичок»).

### Зміна схеми приєднання
До зміни схеми увімкнення відносять :
- інвертування фази струму навантаження;
- заміна фазного й нульового проводів з подальшим заземленням нульового проводу;

Якщо лічильники вмикаються крізь вимірювальні трансформатори, можуть застосовуватися також:
- від'єднання струмових кіл трансформаторів струму;
- заміна справних запобіжників трансформаторів напруги на перегорілі тощо

### Вплив на лічильник
Всі способи впливати на лічильник можна розподілити на наступні категорії:

#### Механічні способи впливу на лічильник
Механічне втручання в роботу лічильника, що може брати різні форми, зокрема: свердління отворів у корпусі, кришці або склі лічильника;
вставляння (в отвір) різних предметів типу плівки завширшки 35 мм, голки, проволоки тощо для того, щоб зупинити обертання диска або скинути показання лічильника;
переміщення індукційного лічильника зі зумовленого вертикального, в напів-горизонтальне положення для того, щоб знизити швидкість обертання диска;
самовільний зрив пломб, порушення в центруванні осі механізмів (шестерень) для запобігання повного зчитування витрат електроенергії.
Зазвичай механічне втручання залишає слід на лічильнику, але його важко виявити, якщо лічильник не буде повністю очищений від пилу і бруду й оглянуто досвідченим фахівцем.
До механічного способу розкрадання електроенергії можна віднести досить широко розповсюджені в Україні зумисні пошкодження лічильників побутовими споживачами або розкрадання лічильників, встановлених на сходових клітках житлових будинків. Як показало вивчення питання, динаміка навмисних руйнувань і розкрадання лічильників, майже збігається з настанням холодів за недостатнього централізованого опалення квартир. 

#### Магнітні способи впливу на лічильник
Застосування потужних магнітів до лічильника, може вплинути на його робочі характеристики. Зокрема, можна при використанні індукційних лічильників за допомогою магніту уповільнити або зовсім зупинити обертання диску. Електронні лічильники у яких для вимірювання електроенергії використано вимірювальний трансформатор, під дією зовнішнього магнітного поля, знижують свої показники через насичення серцевини вимірювального трансформатора. Електронні лічильники, у яких для вимірювання електроенергії використано вимірювальний шунт, не реагують на вплив магнітним полем.

#### Вплив на лічильник високочастотним випромінювачем
Оскільки електронні лічильники не реагують на вплив магнітним полем або мають датчики які його фіксують, для впливу на них використовують генератори надвисокочастотного радіовипромінювання що можуть тимчасово вивести лічильник з ладу.

### Відповідальність за розкрадання е/е
За розкрадання електроенергії передбачена цивільно-правова відповідальність (відшкодування завданих збитків), адміністративна відповідальність (штраф), а також кримінальна відповідальність. Так, згідно статті 188 — 1 Кримінального кодексу України «Викрадення електричної або теплової енергії шляхом її самовільного використання» особа, що скоїла такий злочин, карається штрафом в розмірі від ста до двохсот неоподаткованих мінімумів громадян, або виправними роботами строком до двох років чи обмеженням волі строком до трьох років. У разі вчинення таких дій повторно, або за попередньою змовою групою осіб, та якщо такі дії завдали шкоди у великих розмірах — позбавленням волі строком до 3 років.

## Вимірювання середньої споживаної потужності лічильником е/е
Іноді у побуті буває потреба визначити споживану потужність певного приладу (електродвигуна/електрообігрівача/…). Якщо немає ватметра, можна скористатися лічильником електричної енергії, однак визначити вдасться лише середню споживану потужність за певний час. Для цього різницю показів лічильника за певний проміжок часу (спожиту енергію приладом) ділять на цей проміжок часу.

## Українські виробники лічильників та офіційні представництва закордонних виробників
1. НіК-Електроніка  [Архівовано 1 лютого 2014 у Wayback Machine.]
2. Телекарт-Прилад
3. Елстер Україна.  [Архівовано 14 березня 2016 у Wayback Machine.]
4. ВАТ «Меридіан» [недоступне посилання з липня 2019]
5. ВО «Київприлад»
6. ДП "Новатор"  [Архівовано 1 квітня 2022 у Wayback Machine.]
7. ТОВ «АДД-Енергія» [Архівовано 7 квітня 2014 у Wayback Machine.]